# Augusto Genina
Augusto Genina, född 28 januari 1892 i Rom, Italien, död 18 september 1957 i Rom, var en italiensk regissör.
Genina, vars produktion innefattar drygt nittio filmer, har bland annat regisserat Cielo sulla palude (1949), som handlar om jungfrumartyren Maria Gorettis liv och död.